# Mezinárodní den ochrany ozónové vrstvy
Mezinárodní den ochrany ozónové vrstvy, designovaný Valným shromážděním OSN na den 16. září, je připomínkovým dnem OSN. Jeho cílem je připomínat každoročně potřebu ochrany křehké ozónové vrstvy, chránící Zemi před potenciálně život ohrožujícím ultrafialovým zářením. Rozhodnutí slavit tento den padlo v roce 1994, na památku dne 16. září 1987, kdy národy podepsaly Montrealský protokol o látkách poškozujících ozonovou vrstvu Země.
Třicet let po podepsání Montrealského protokolu bylo pozorováno postupné uzavírání ozónové díry. Vzhledem k chemickým vlastnostem plynů, zodpovědných za likvidaci ozónu, je však očekáváno, že jejich vliv bude pokračovat nejméně dalších 50 až 100 let.